# Eddie Mosley
Eddie Lee Mosley (31 de marzo de 1947 - 28 de mayo de 2020) fue un asesino en serie y violador estadounidense que asesinó al menos a ocho mujeres en Fort Lauderdale, Florida, entre 1973 y 1987. Fue arrestado en 2001 tras los resultados de un perfil de ADN, después de ser el principal sospechoso de varios asesinatos durante muchos años. Antes de su arresto, otros dos hombres fueron condenados injustamente por varios asesinatos atribuidos posteriormente a Mosley: Frank Lee Smith, que pasó 15 años en prisión y murió tras las rejas antes de poder ser exonerado, y Jerry Townsend, que pasó 22 años en prisión antes de ser exonerado. Se desconoce el verdadero número de víctimas de Mosley, y las autoridades especulan que cometió al menos 16 asesinatos y decenas de violaciones. Como todas sus víctimas fueron mujeres negras pobres, algunos investigadores consideran que el caso fue tratado con apatía por las fuerzas del orden. 

## Biografía
Eddie Mosley nació el 31 de marzo de 1947, como el tercero de los diez hijos de una humilde familia de Fort Lauderdale. Complicaciones durante su nacimiento le llevaron a desarrollar una enfermedad respiratoria aguda cuando era niño, lo que le provocó una serie de problemas. Además, desde temprana edad comenzó a mostrar signos de discapacidad intelectual e inestabilidad mental, tuvo problemas de aprendizaje y experimentó amnesia anterógrada, por lo que repitió varias veces su segundo año de primaria. En 1960, a la edad de 13 años, Eddie se vio obligado a dejar la escuela definitivamente como estudiante de tercer grado. Durante su adolescencia vivió en malas condiciones y comenzó a mostrar signos de una personalidad antisocial. Debido a la falta de educación formal, se vio obligado a realizar trabajos poco calificados, pero pronto, debido a dificultades financieras, se dedicó a la delincuencia. Desde 1965, había sido detenido nueve veces por diversos cargos, entre ellos conducta indecente, robo, agresión, intento de violación y asesinato, por los que pasó 5 1⁄2de prisión y casi 6 en distintos pabellones psiquiátricos.

## Crímenes
En el período comprendido entre noviembre de 1971 y julio de 1973, se registraron un número sin precedentes de agresiones sexuales en la zona noroeste de la ciudad: casi 150 violaciones de niñas y mujeres negras en la parte noroeste de Fort Lauderdale. En todos los casos, el perpetrador fue descrito como un joven negro, alto, de constitución atlética y una cicatriz en la mejilla izquierda, quien, bajo amenaza de violencia física, las obligaba a acompañarle a terrenos baldíos y otras zonas aisladas, donde las estrangulaba hasta la inconsciencia y luego las violaba. El 23 de julio de 1973, tres víctimas de violación identificaron a Mosley como su agresor, quien, debido a su físico de complexión fuerte y alta estatura de 1,87 m, encajaba bien con la descripción del violador. Después de su arresto, sus fotografías fueron mostradas a otras víctimas, lo que resultó en que más de 40 mujeres lo identificaran como el violador. Durante este período, Mosley también fue el principal sospechoso de la violación y asesinato de dos niñas negras en Fort Lauderdale, asesinadas a principios de 1973, pero como no había pruebas suficientes, sólo fue acusado de las agresiones y violación posterior. Sin embargo, tras una evaluación mental, se descubrió que estaba loco y se ordenó su internamiento en el Hospital Estatal de Florida, donde pasó cinco años. Durante su encarcelamiento no se registraron otras violaciones o asesinatos similares.
El 1 de febrero de 1979, Mosley fue trasladado al Hospital Estatal del Sur de Florida en Pembroke Pines. Después de completar un tratamiento de cinco meses, en el verano de ese año, se le consideró curado y que ya no representaba un peligro para la sociedad, y fue puesto en libertad, pero continuando su tratamiento de forma ambulatoria visitando a un psiquiatra en la Clínica de Salud Mental Henderson, en el suroeste de Fort Lauderdale. Después de su liberación, Mosley regresó a casa de sus padres. Durante los siguientes siete meses, siete niñas fueron encontradas violadas y asesinadas en la zona. Todos los asesinatos se cometieron en las cercanías de la casa de Mosley y rápidamente se convirtió en el principal sospechoso.
A principios de 1980, temeroso de que las autoridades le prestaran mayor atención, abandonó la ciudad y se mudó a Lakeland, donde vivía su abuela. Poco después, se convirtió en el principal sospechoso de la desaparición de dos niñas, Ida Eagles y Letha Mae Williams, que desaparecieron poco después de su llegada. Mosley fue arrestado y posteriormente interrogado, pero fue liberado porque no se pudieron localizar los cuerpos de las víctimas. Regresó a Fort Lauderdale, donde el 12 de abril de 1980 fue arrestado mientras intentaba violar a una joven. Fue declarado culpable y condenado a 15 años de prisión. Mientras Mosley estaba en prisión, los restos esqueléticos de Eagles y Williams fueron descubiertos cerca de Lakeland. Mientras estuvo encarcelado en la cárcel del condado de Broward, Mosley exhibió un comportamiento muy agresivo, a menudo acosando física y sexualmente a otros presidiarios y, en una ocasión, incluso enfrentó a los guardias y amenazó con prender fuego al lugar. Posteriormente, su familia contrató a un abogado que presentó una apelación para anular su veredicto en un nuevo juicio, citando la incompetencia del abogado anterior de Mosley, que no había solicitado un examen psicológico de su cliente. El Tribunal de Apelaciones encontró fallas importantes en el procedimiento y finalmente anuló la condena. En el nuevo juicio, el tribunal tuvo en cuenta los factores atenuantes y volvió a condenar a Mosley a una pena de prisión más corta. Como ya llevaba más de tres años en prisión, el 15 de diciembre de 1983 obtuvo la libertad condicional por decisión judicial.
En enero de 1984, Mosley volvió a estar bajo sospecha policial después de que los cuerpos de Geraldine Barfield, de 36 años, y Emma Cook, de 54, fueran encontrados en el noroeste de Fort Lauderdale, violados y posteriormente asesinados por estrangulamiento. El 17 de mayo de 1984 fue detenido por violar a una mujer de 22 años. En el juicio, se declaró inocente, alegando que la relación sexual había sido de mutuo acuerdo. Sus abogados lograron presentar con éxito la violación como sexo consensuado, en el que Mosley había prometido marihuana a la víctima, con antecedentes de prostitución, y en octubre de ese mismo año, Mosley fue absuelto y puesto en libertad. Después de cometer dos asesinatos más en las cercanías de Fort Lauderdale, la Oficina del Sheriff del condado de Broward se puso en contacto con el FBI, que, basándose en los datos proporcionados, compiló un perfil criminal que era muy consistente con el de Eddie Mosley. En la primavera de 1987, Mosley volvió a estar bajo escrutinio policial por la violación y estrangulamiento de Sentreyl Love, de 24 años, el 24 de febrero.
El 17 de mayo de 1987, Mosley fue arrestado por robo. En ese momento, su grupo sanguíneo coincidió con las muestras de semen tomadas de los cuerpos de las víctimas de asesinato y se descubrió que coincidía. En los interrogatorios, Mosley mostró pruebas de su implicación en numerosos crímenes cometidos a lo largo de casi dos décadas, todos cometidos en la ciudad o cerca de su casa. Ante descripciones detalladas de dónde fueron encontrados los cuerpos, sus nombres y descripciones, Mosley intentó inventar una coartada, pero comenzó a confundir su testimonio, equivocando fechas, datos geográficos e incluso estaciones del año. Al final, confesó los asesinatos de Teresa Giles y Emma Cook, de los que se le acusaba. Su juicio comenzó el 22 de julio de 1987, cuando varias prostitutas que trabajaban en los barrios rojos de Fort Lauderdale testificaron que Mosley había demostrado repetidamente un comportamiento agresivo hacia ellas en plena calle, frente a una multitud de testigos. Según varias pruebas, el coeficiente intelectual del acusado se midió en 51 puntos, por debajo del índice de inteligencia promedio. Debido a esto, se dictaminó que era incompetente para ser juzgado y el 23 de octubre fue sentenciado a tratamiento obligatorio en el Hospital Estatal de Florida.

## Últimos años
Durante el resto de su vida, Mosley pasó por varias clínicas e instituciones psiquiátricas del estado. En 2000, se tomaron muestras de su saliva y sangre para pruebas de ADN, que demostraron su culpabilidad en los siguientes asesinatos: Loretta Young Brown, de 29 años, asesinada en 1984; Vetta Turner, de 34 años, asesinada el 9 de julio de 1973; Sonja Yvette Marion, de 13 años, asesinada en julio de 1979; Terri Jean Cummings, de 21 años, encontrada muerta en agosto de 1979; y, finalmente, los asesinatos de Emma Cook y Teresa Giles, que había confesado en mayo de 1987. Además, estaba relacionado con el asesinato en abril de 1985 de Shandra Whitehead, de ocho años, que había sido violada y asesinada en su casa. Otro hombre de Fort Lauderdale, Frank Lee Smith, de 38 años, con discapacidad intelectual, fue declarado culpable de su asesinato. En 1960, a la edad de 13 años, Smith mató a John Wesley Spahn, de 14 años, pero fue puesto en libertad a mediados de la década de 1960, sólo para ser acusado más tarde de la muerte a tiros de Herbert DeWitt, de 38 años, quien fue asesinado durante un robo en 1966. Smith se declaró culpable de ese asesinato y fue sentenciado a cadena perpetua, pero quedó en libertad condicional en 1981. En abril de 1985, Smith fue arrestado y acusado de matar a Shandra, después de que la madre de la niña lo identificara erróneamente como el asesino, basándose únicamente en fotografías que le habían mostrado. A pesar de la falta de pruebas físicas que lo vincularan con el crimen, Smith fue declarado culpable y condenado a muerte en 1986. Desde el principio, había afirmado su inocencia en este asesinato. Murió en el corredor de la muerte el 30 de enero de 2000, a causa de complicaciones relacionadas con el cáncer, sólo unos meses antes de que una prueba de ADN demostrara su inocencia.
Mosley también fue acusado del asesinato de Naomi Gamble, de 15 años, demostrando así la inocencia de Jerry Frank Townsend, de 49 años, arrestado en Miami en 1979 acusado de violar a una niña. Después de su arresto, confesó haber matado a Gamble, así como a otras cinco niñas y mujeres, entre ellas Barbara Brown (asesinada en el condado de Broward en 1973) y Sonja Yvette Marion. Los cargos contra Townsend fueron posteriormente retirados y fue puesto en libertad el 15 de junio de 2001, después de pasar 22 años tras las rejas. Al igual que Eddie Mosley, a Townsend le habían diagnosticado una discapacidad intelectual desde muy joven.
Aparte de sus asesinatos probados, los investigadores intentaron conectar a Mosley con otros asesinatos: entre ellos se encontraba el de Santrail Lowe, de 24 años; Arnette Tukes, de 19 años, asesinada el 22 de febrero de 1980; Susan Boynton, de 21 años, asesinada en diciembre de 1979, y Gloria Irving, de 16 años, encontrada asesinada en 1980. Sin embargo, se consideró que el ADN de Mosley y el del asesino no coincidían. Pese a ello, no ha sido excluido de la lista de sospechosos.
Después de establecer su culpabilidad, la policía de Fort Lauderdale emitió una orden de arresto contra Mosley. Sin embargo, según los resultados de dos pruebas psiquiátricas independientes realizadas a finales de 2001, Mosley fue nuevamente declarado loco y, por tanto, no podía ser encarcelado. A lo largo de los años de tratamiento, se ganó la reputación de ser un paciente ejemplar, nunca fue disciplinado y actuó de manera amigable con la gerencia y el personal. Como resultado de esto, a fines de la década de 1990, fue trasladado a la unidad de bajo riesgo y se le permitió salir del hospital bajo la supervisión del personal, para que pudiera realizar compras en un Walmart cercano.

## Muerte
En la década de 2010, debido a su delicado estado de salud, Eddie Mosley fue trasladado al Sunland Center en Marianna. En la primavera de 2020, le diagnosticaron neumonía y lo trasladaron al Hospital Jackson en Marianna, donde murió el 28 de mayo de 2020, a la edad de 73 años. Poco antes de su muerte, dio positivo por COVID-19, que luego fue catalogado como la causa de la muerte.